# Rue de l'Étape
La rue de l'Étape est une voie de la commune de Reims, située dans le département de la Marne, en région Grand Est.

## Situation et accès
Débutant place d'Erlon, elle finit rue de Talleyrand.
La voie est à double sen avec des voies piétonne sous arcades.

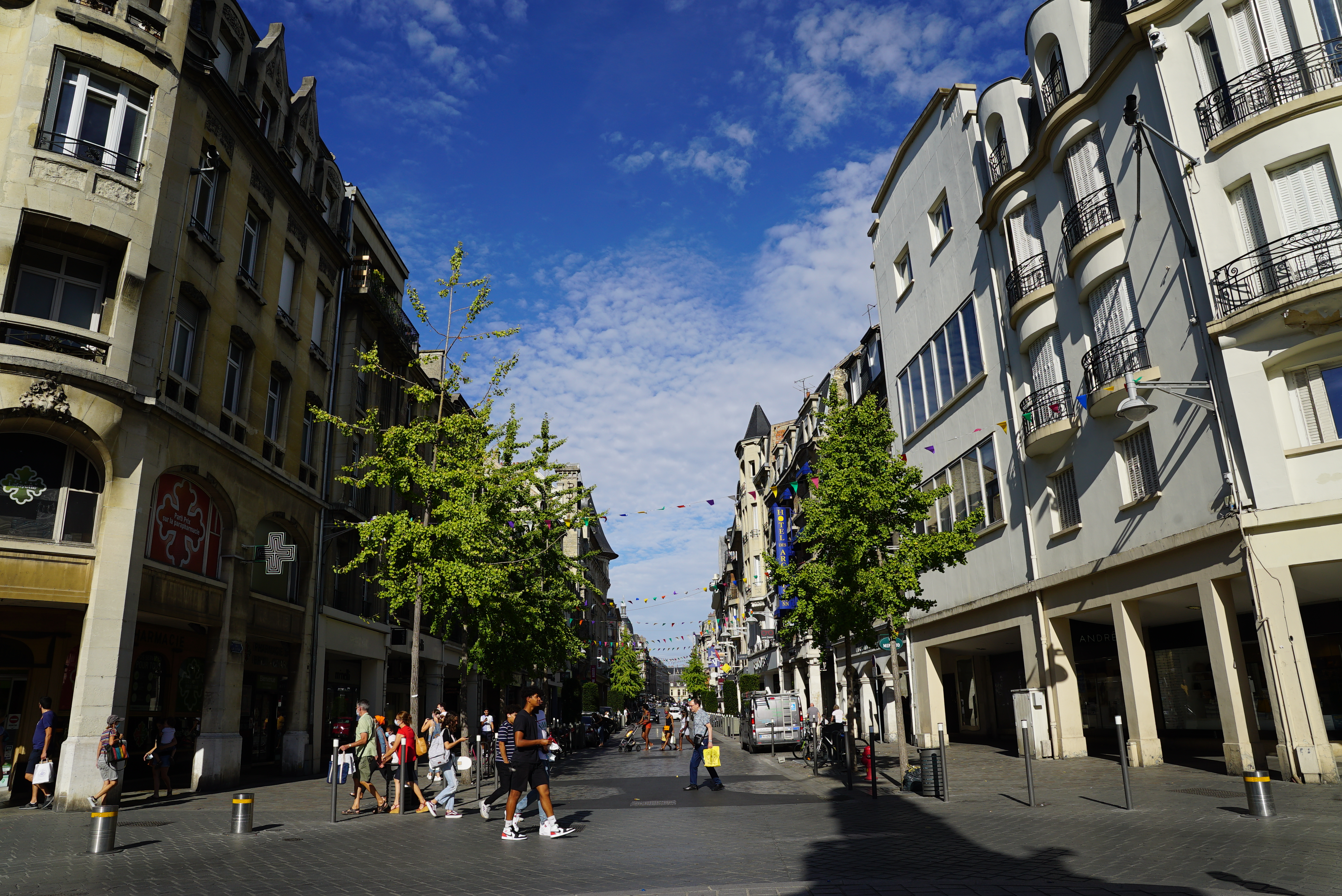
Depuis la fontaine Subé, 2020,
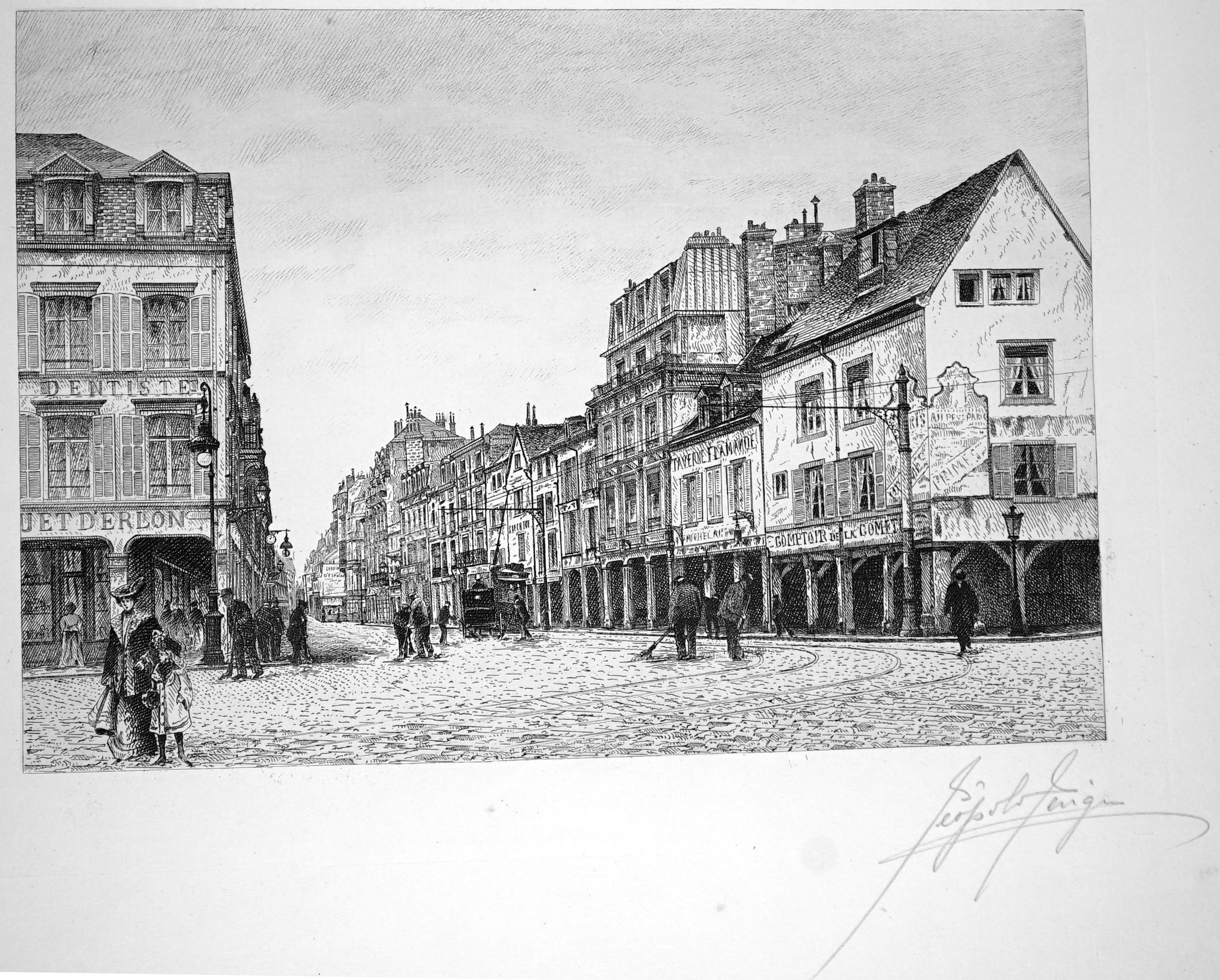
dessin de Léopold Lessigne publiée en 1906.

## Origine du nom
Elle reprend la rue de l'Étape-au-vin où les marchands de vin venaient négocier leur marchandises.

## Historique

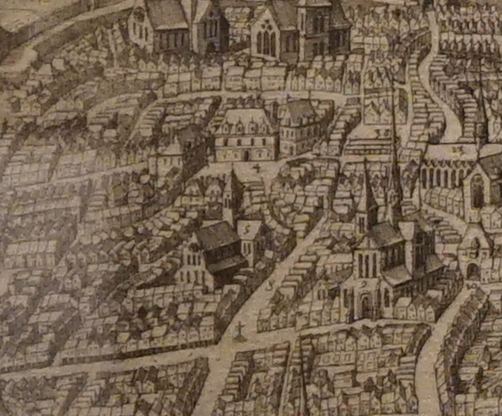
En 1645 sur le plan Mérian, de la croix entre les deux églises.
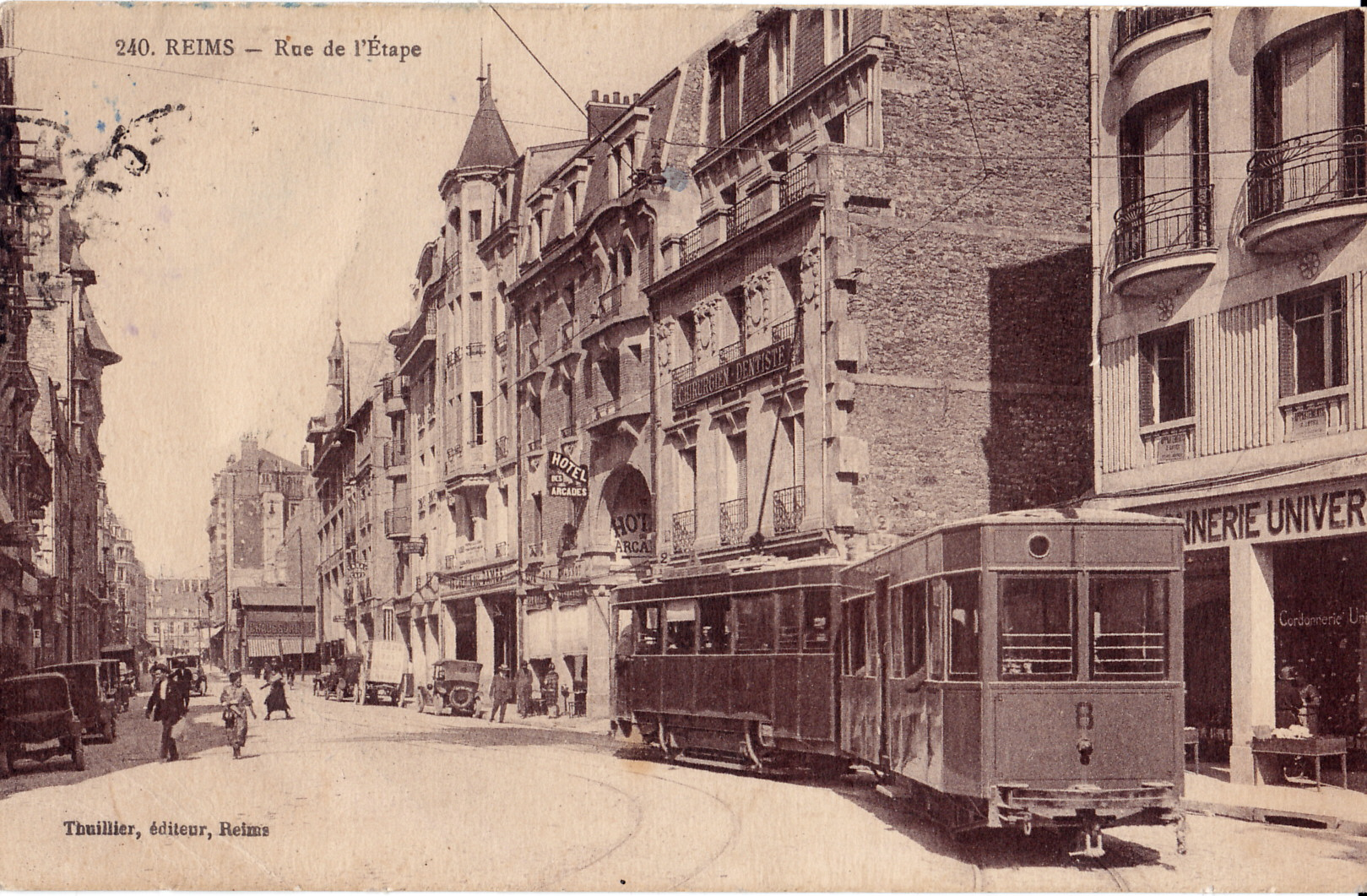
Vue ancienne avec le tram.
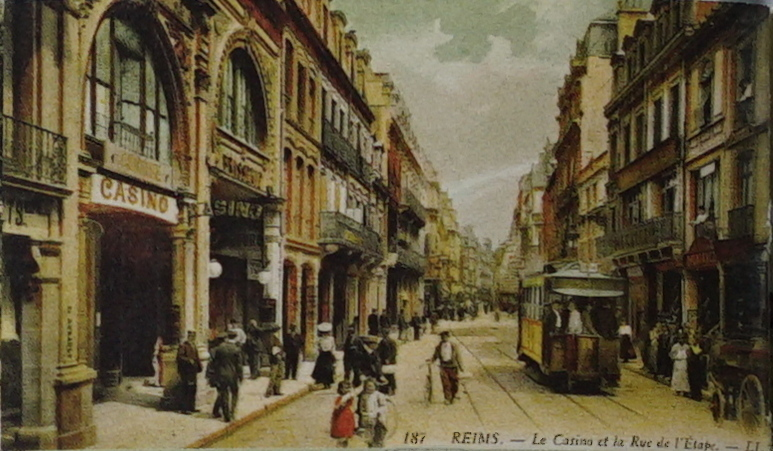
casino au 20 de la rue.
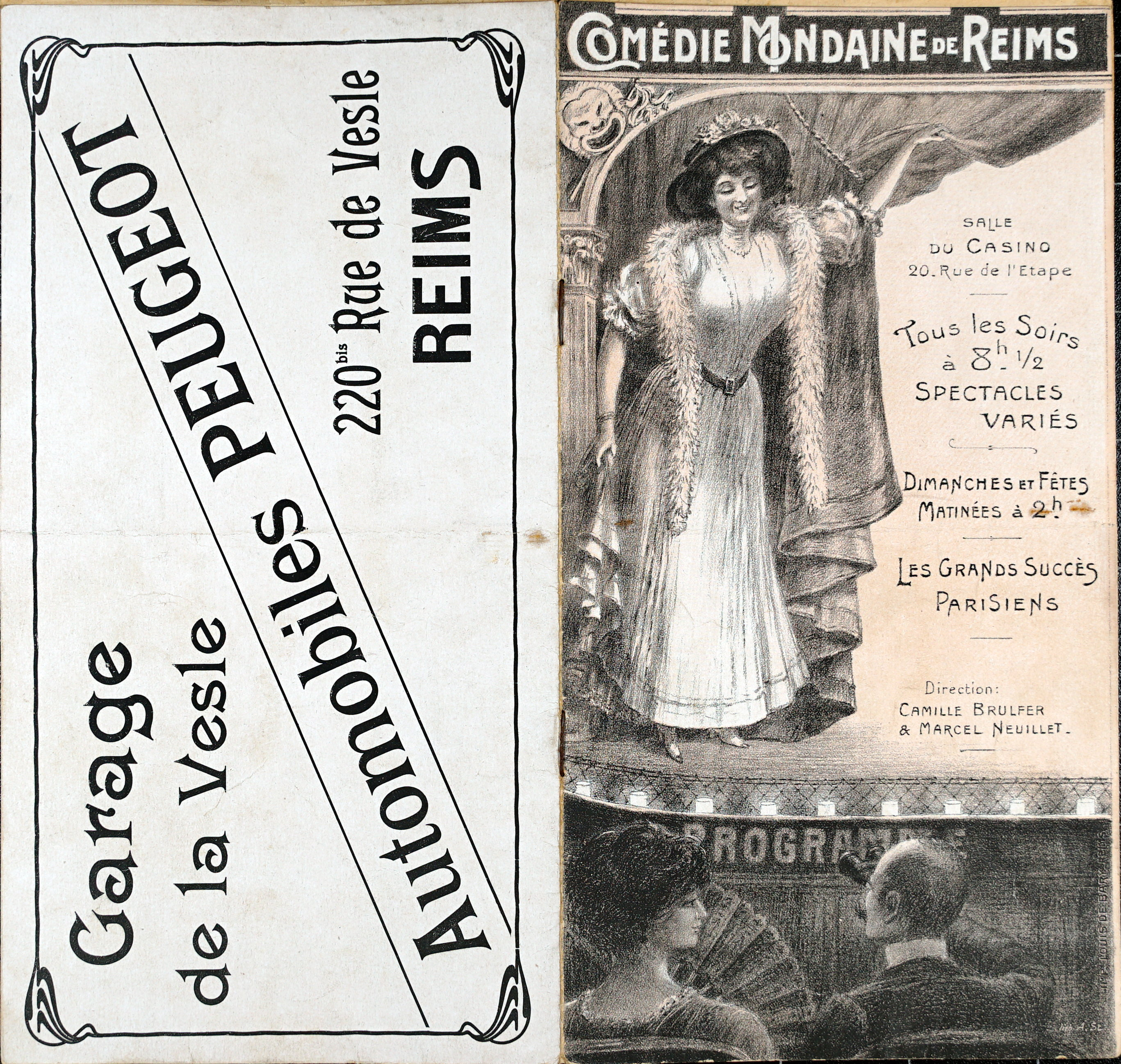
et son programme.

## Bâtiments remarquables et lieux de mémoire
- Au Petit Paris.
- Passage Subé.
- Des immeubles de style art-déco.

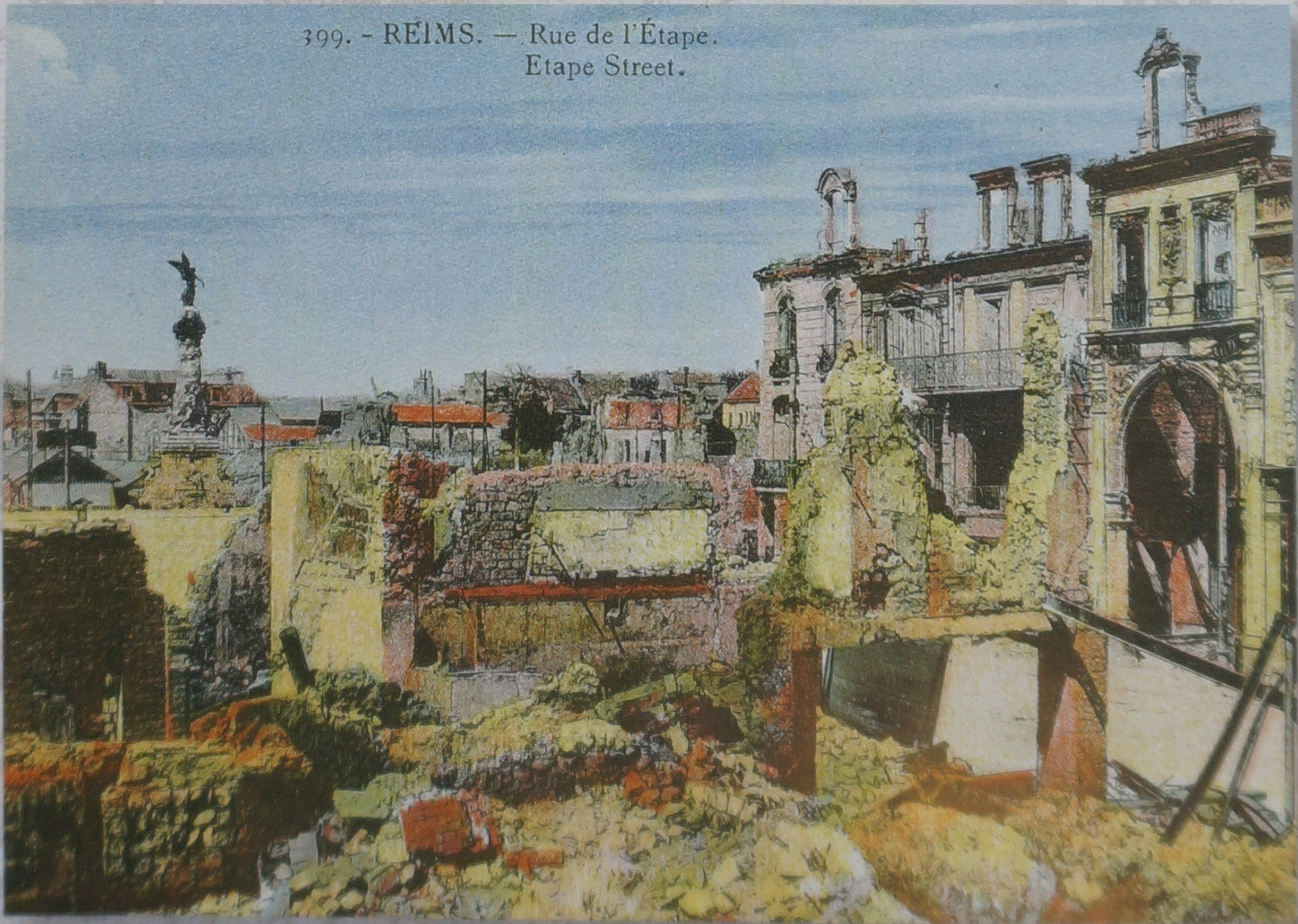
Destructions de la Première Guerre mondiale.
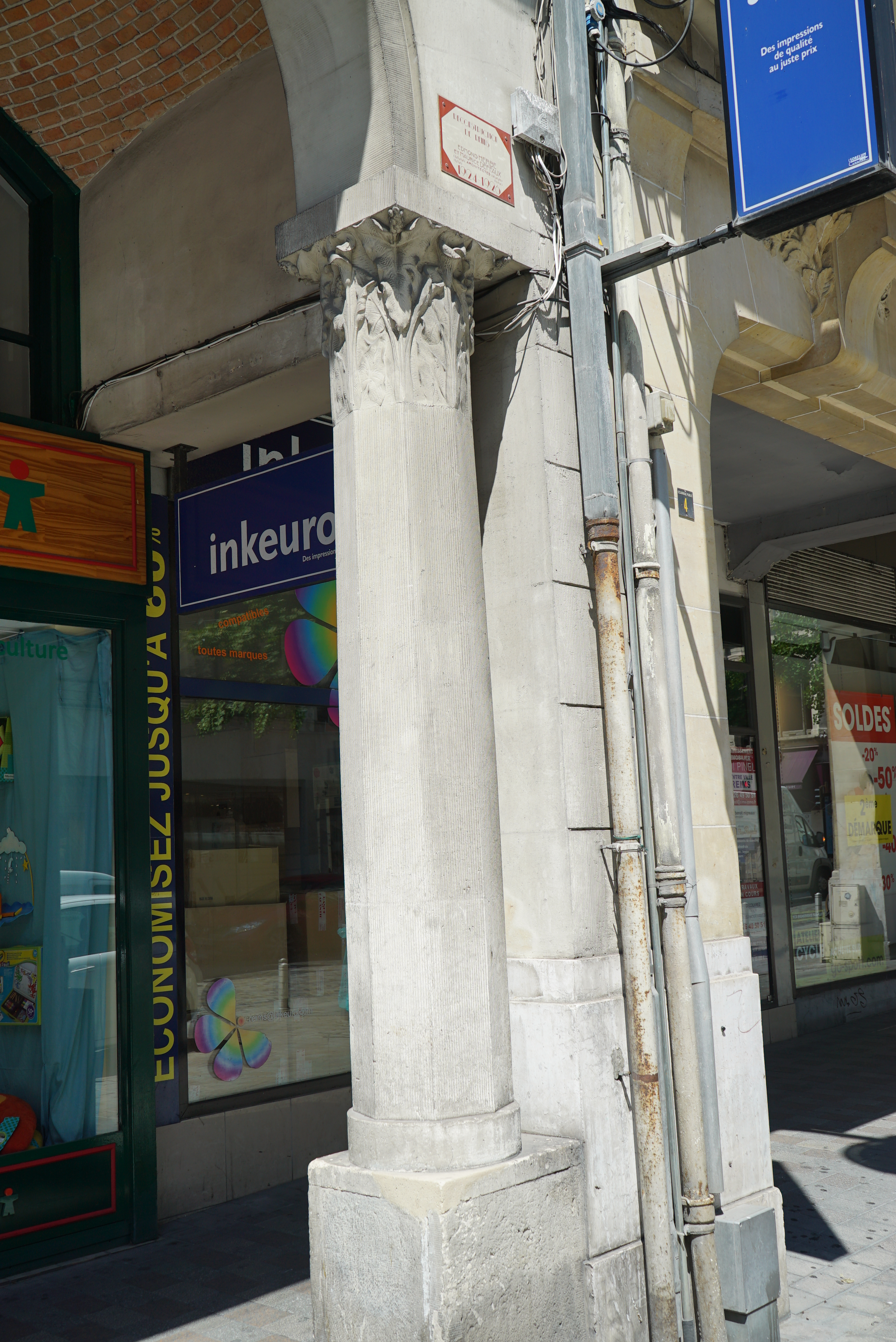
au N°12.
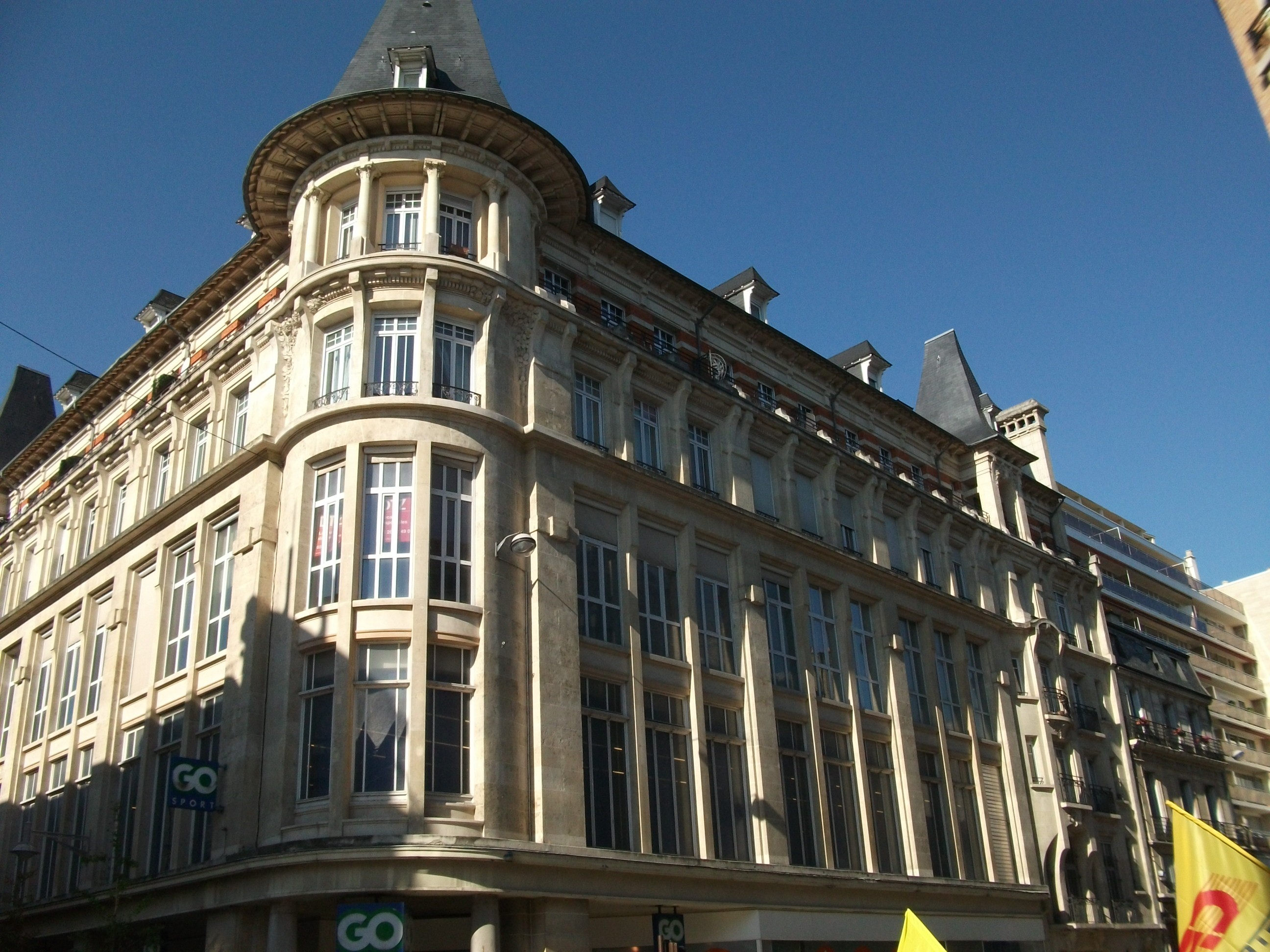
ancien magasin Au Petit Paris.
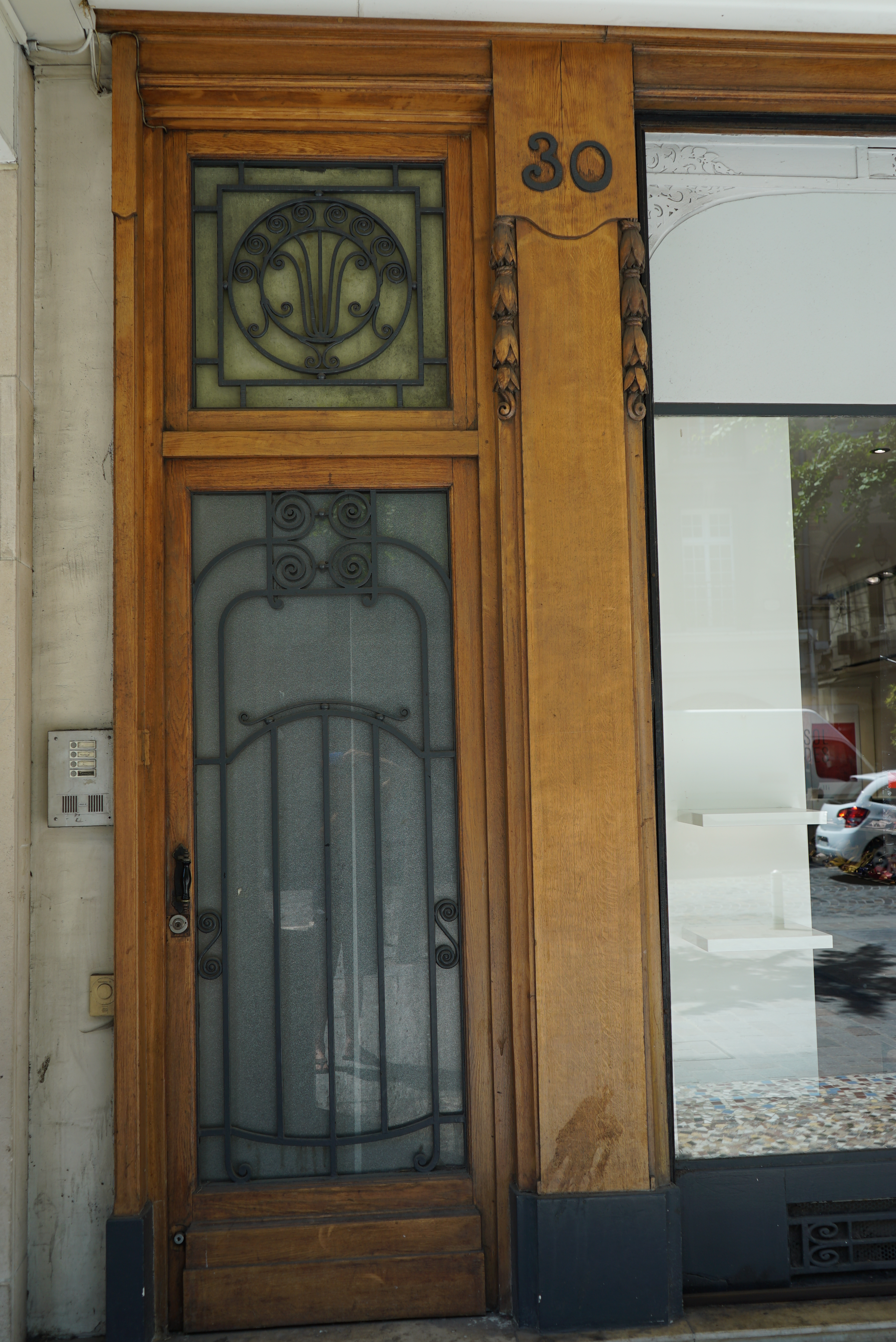
au 30.
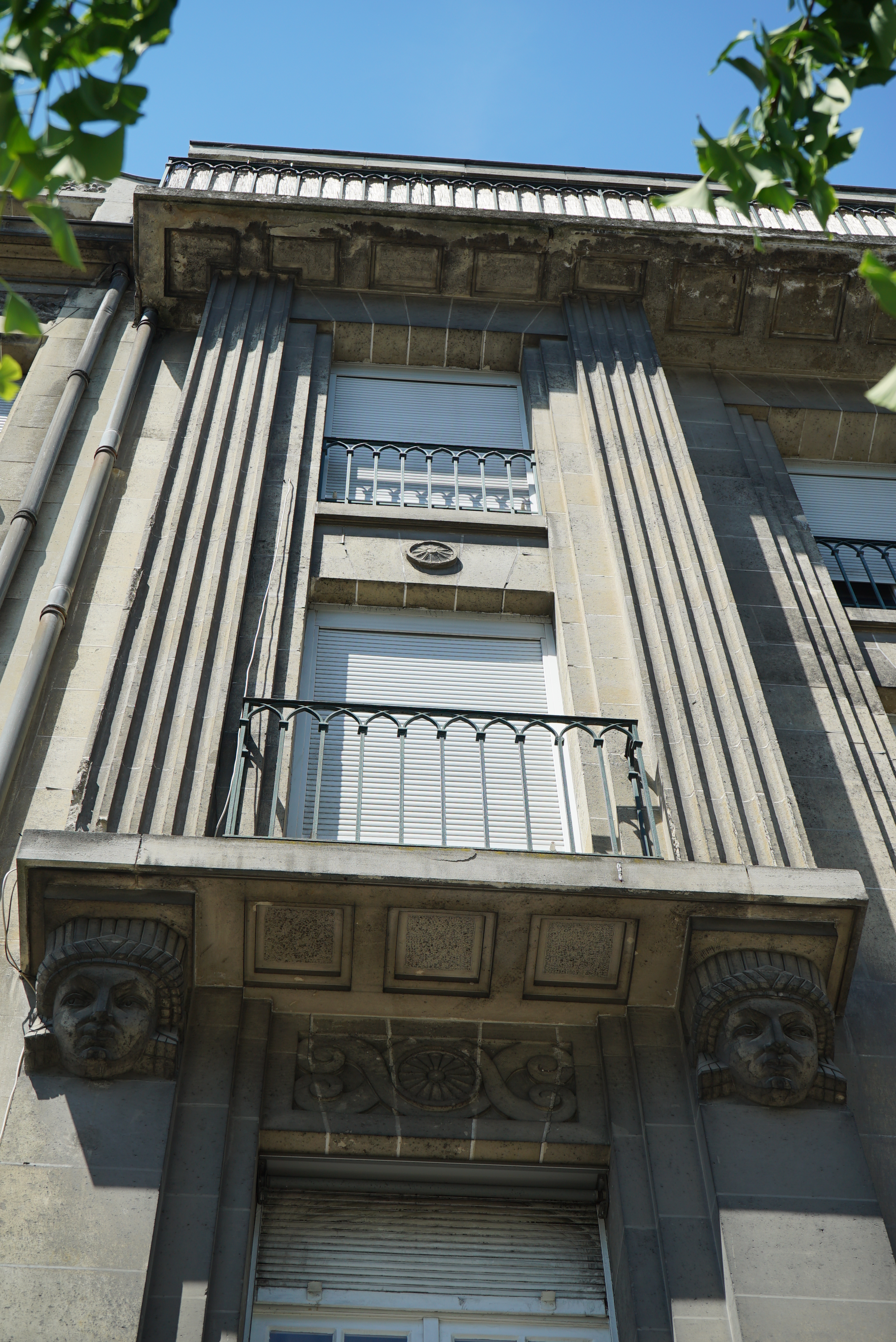
au 32.